# ランド・オブ・メイク・ビリーブ
『ランド・オブ・メイク・ビリーブ』 (Land of Make Believe)は、ジャズアーティストのチャック・マンジョーネによる8枚目のアルバム。及び楽曲。タイトル曲はエスター・サターフィールドが歌唱している。また、マンジョーネの兄ギャップ・マンジョーネとジャズトランペット奏者のジョン・ファディスも出演している。1973年に行なったコンサートの模様を収録している。

## トラックリスト
全曲チャック・マンジョーネ作曲。
| #         | タイトル                                    | 作詞  | 作曲・編曲 | 時間  |
| --------- | ------------------------------------------- | ----- | ---------- | ----- |
| 1.        | 「Legend of the One-Eyed Sailor」           |       |            | 7:38  |
| 2.        | 「Lullaby for Nancy Carol」                 |       |            | 3:36  |
| 3.        | 「El Gato Triste」                          |       |            | 7:23  |
| 4.        | 「The Gloria from the Mass of St. Bernard」 |       |            | 4:07  |
| 5.        | 「As Long as We're Together」               |       |            | 3:52  |
| 6.        | 「Land of Make Believe」                    |       |            | 12:24 |
| 合計時間: | 合計時間:                                   | 39:00 |            |       |

## ミュージシャン
- チャック・マンジョーネ - フリューゲルホルン、指揮
- ギャップ・マンジョーネ - エレクトリックピアノ
- ジョー・ラバーベラ - ドラムス
- スティーヴ・ガッド - ドラムス
- ジェリニー・ウッド（英語版） - フルート
- ドン・ポッター - ギター
- ジェフ・タイジェク（英語版） - トランペット
- ジョン・ファディス（英語版） - トランペット
- フレッド・ミルズ - トランペット
- ビル・ライヒェンバッハ - トロンボーン
- ユージン・ワッツ - トロンボーン
- ジャニス・ロビンソン - トロンボーン
- アート・リンザー3世 - トロンボーン
- エスター・サターフィールド - ヴォーカル